# Leerdammer
Leerdammer es un queso Holandés semi-curado elaborado con leche de vaca. Posee una textura cremosa y tiene una apariencia y un sabor muy similar al emmental, pero algo más redondo en el paladar. Tiene un ligero sabor dulce y con toques de nuez que llega a ser más pronunciado con la edad.
El nombre de Leerdammer es una marca registrada; el queso es producido exclusivamente por la empresa Groupe Bel. El queso de Leerdammer se produce adentro Schoonrewoerd en el municipio de Vijfheerenlanden, la ciudad que dio a Leerdammer su nombre.

## Servir
Este queso se puede servir frío como aperitivo, un simple bocado, un queso para el emparedado, o como queso del desayuno con las carnes o el pan. También puede ser cocido al horno y ser asado a la parrilla, ya que se derrite fácilmente y de esta forma se emplea como complemento de una variedad de platos.